# Prandt Ádám Ignác
Prandt Ádám Ignác (Pétervárad, 1739. február 12. – Pest, 1817. július 15.) orvos, egyetemi tanár.

## Életpályája
Orvosi tanulmányait Bécsben végezte el; 1768-ban orvosdoktori oklevelet szerzett. 1770-ben a Nagyszombati Egyetem tanárává választották. 1770–1771, 1772–1773, 1777–1778, 1782–1783, 1787–1788 és 1789–1790 között dékán volt. 1773–1774 között rektorként dolgozott az egyetemen.
A nagyszombati orvosi szak öt első professzorának egyike (Schoretich Mihály, Trnka Vencel, Winterl József Jakab és Joseph Jakob Plenck mellett). Kezdetben az élettant és gyógyszertant tanította, majd az általános kór- és gyógyszertant (1783–1784), végül a különös kór- és gyógytant (1812–1813).

## Művei
- Dissertatio inauguralis medica de vesicantibus (Viennae, 1768)